# 景洪离瓣寄生
景洪离瓣寄生（学名：Helixanthera coccinea）为桑寄生科离瓣寄生属下的一个种。